# Gênesis Torres
Gênesis Pereira Torres (Divino, 26 de junho de 1946 - 15 de fevereiro de 2020) foi um historiador, professor, escritor e advogado brasileiro.

## Biografia
Nascido no interior do estado de Minas Gerais, Gênesis Torres radicou-se na região da Baixada Fluminense, no estado do Rio de Janeiro.
Tendo se formado em História pela Universidade Federal Fluminense, também foi bacharel em Direito pela Unigranrio. pós-graduou-se em Arqueologia pelo Instituto de Arqueologia Brasileira (IAB).
Escreveu diversos livros dedicando-se a temática histórica regional ligada a Baixada Fluminense, a qual fazia conexões com assuntos de âmbito nacional de diferentes períodos. Seus conhecimentos e publicações tornaram-se referência em assuntos realcionados a questões geográficas, geológicas, políticas, econômicas, agrícolas da Baixada Fluminense.
Colaborou com o jornal carioca O Dia, escrevendo a coluna "Um pouco de história", com artigos sobre História, cultura, economia e outros temas.
Pelos municípios de São João de Meriti e Duque de Caxias foi professor de História. No primeiro município ocuparia o cargo de Secretário de Educação do prefeito José Cláudio da Silva, do qual ainda seria seu chefe de gabinete. Ainda seria vereador por dois mandatos, sendo relator da Lei Orgânica meritiense. Foi também o primeiro Secretário de Cultura da cidade.
Organizou o curso de extensão de História da Baixada Fluminense, promovido pelo Instituto de Pesquisas e Análises Históricas e de Ciências Sociais da Baixada Fluminense (IPHAB) em parceria com a Universidade do Estado do Rio de Janeiro (UERJ)/Faculdade de Educação da Baixada Fluminense (FEBEF) e, também coordenou o curso de Arqueologia na então Faculdade Redentor feito em parceria com o arqueólogo Ondemar Dias e o Instituto de Arqueologia Brasileira.
Presidiu a Associação de Moradores do Parque Tietê e, do mesmo modo, a Federação das Associações de Moradores de São João de Meriti.
Foi membro da Academia de Letras e Artes Meritiense e um dos fundadores do Instituto de Pesquisas e Análises Históricas e de Ciências Sociais da Baixada Fluminense (IPAHB).

## Homenagem e reconhecimento
Ainda em vida, em 2017, Gênesis Torres recebeu a Medalha Tiradentes, maior honraria oferecida pela Assembleia Legislativa do Rio de Janeiro, por sua vasta contribuição nas áreas cultural, educacional e social.